# Michal Kohút
Michal Kohút (* 4. června 2000 Velká nad Veličkou) je český profesionální fotbalista, který hraje na pozici ofensivního či pravého záložníka za český klub FC Baník Ostrava. Je také bývalým českým mládežnickým reprezentantem.

## Klubová kariéra

### Slovácko
Kohút začal hrát fotbal v klubu TJ Kordárna Velká nad Veličkou, odkud ve svých 13 letech přestoupil do Slovácka. V roce 2018 absolvoval Kohút stáž v italském Udinese Calcio.
Mládežnický reprezentant si odbyl svůj debut v A-týmu 26. září 2018 v utkání třetího kola českého poháru proti Olympii Praha, když v 53. minutě vystřídal Jakuba Rezka. V 80. minutě skóroval a pomohl Slovácku k postupu do dalšího kola po výhře 5:0.

#### Pardubice (hostování)
Po Mistrovství Evropy do 19 let odešel Kohút v létě 2019 na půlroční hostování do druholigových Pardubic. Svůj druholigový debut si odbyl 26. července, v utkání proti Zbrojovce Brno nastoupil v základní sestavě a gólem pomohl k zisku bodu za remízu 1:1. V podzimní části sezony patřil Kohút ke stabilním hráčům základní sestavy, nastoupil dohromady do 16 soutěžních utkání a vstřelil 5 branek.

#### Návrat do Slovácka
Následně se Kohút vrátil z hostování zpátky do Slovácka a 8. března 2020 poprvé nastoupil v české nejvyšší soutěži při bezbrankové remíze s Teplicemi. Ve zbytku sezony pravidelně nastupoval jako střídající hráč a dohromady v dresu Slovácka odehrál 9 utkání.
V průběhu sezony 2020/21 se začal Kohút objevovat také v základní sestavě Slovácka. 12. září 2020 vstřelil svůj první prvoligový gól, a to při výhře 2:0 nad Teplicemi. Dohromady odehrál ve své první celé sezoně v první lize 29 utkání, vstřelil 2 branky a vysloužil si nominaci na březnové Mistrovství Evropy do 21 let.
Dne 29. července 2021 si odbyl Kohút svůj debut v pohárové Evropě, a to v utkání druhého předkola Konferenční ligy proti Lokomotivu Plovdiv. V penaltovém rozstřelu Kohút neproměnil svůj pokus a přispěl tak k prohře a vypadnutí z pohárové Evropy. V sezoně 2021/22 odehrál Kohút dohromady 30 soutěžních utkání a vstřelil 4 branky. Dne 18. května 2022 z lavičky sledoval vítězství Slovácka 3:1 nad pražskou Spartou ve finále českého poháru a získal svou první trofej v kariéře.
Dne 18. srpna 2022 Kohút dvěma asistencemi přispěl k výhře 3:0 nad AIK Stockholm ve čtvrtém předkole Konferenční ligy a pomohl Slovácku k historickému postupu do základní skupiny. V sezoně 2022/23 odehrál Kohút kvůli zranění dohromady jen 29 soutěžních utkání.
Na hřiště se Kohút vrátil až 12. listopadu 2023, kdy nastoupil jako střídající hráč do ligového utkání proti Viktorii Plzeň. V jarní části sezony už nastupoval pravidelně v základní sestavě, nastoupil dohromady do 16 ligových utkání a pomohl Slovácku ke konečnému šestému místu.
V podzimní části sezony 2024/25 patřil Kohút ke klíčovým hráčům Slovácka. Po podzimní části sezony se rozhodl klub po téměř 12 letech opustit. V prvním týmu odehrál dohromady 133 soutěžních utkání, v nichž vstřelil 9 branek a přidal 10 asistencí.

### Baník Ostrava
V lednu 2025 přestoupil Kohút do Baníku Ostrava, na Bazalech podepsal dlouholetý kontrakt. Svůj debut v novém klubu si odbyl 1. února v utkání proti Slovanu Liberec. V ostravském klubu se ihned stal stabilním členem základní sestavy a 5. března vstřelil svůj první gól při výhře 2:0 nad Pardubicemi. O čtyři dny později se poprvé střelecky prosadil i v lize, a to při výhře 2:1 nad Mladou Boleslaví.

## Reprezentační kariéra
Kohút je bývalý český mládežnický reprezentant. Mezi lety 2016 a 2022 odehrál dohromady 42 reprezentačních utkání, v nichž vstřelil 3 branky.
V roce 2019 si zahrál na Mistrovství Evropy do 19 let, v základní skupině odehrál všechny tři utkání a pokaždé se objevil v základní sestavě.
V březnu 2021 byl nominován na Mistrovství Evropy do 21 let, na turnaji ale odehrál jen poločas utkání proti Slovinsku.